# Arquebisbat de Kuala Lumpur
L'arquebisbat de Kuala Lumpur  (malai:  Keuskupan Agung Kuala Lumpur, llatí: Archidioecesis Kuala Lumpurensis) és una seu metropolitana de l'Església Catòlica a Malàisia. El 2013 tenia 185.617 batejats sobre una població de 10.811.000 habitants. Actualment està regida per l'arquebisbe cardenal Julian Leow Beng Kim.

## Territori
La diòcesi comprèn el territori de Kuala Lumpur i els estats de Negeri Sembilan, Pahang i Terengganu a la Malàisia continental.
La seu episcopal és la ciutat de Kuala Lumpur, on es troba la catedral de Sant Joan.
El territori s'estén sobre 63.763  km², i està dividit en 35 parròquies.

## Història
El 1785 s'establí la primera església a Penang. Això portà a la formació del Vicariat de Siam i Kedah, que ocupava tota la península malaia i Singapur. El 1841 s'establí el vicariat de Malàisia. L'església de la Visitació va ser erigida el 1848 a Seremban, Negeri Sembilan. (és la primera església que se sap va ser erigida a la Malàisia central). El 1888 es formà la diòcesi de Malaca. La primera església a Kuala Lumpur va ser dedicada a sant Joan Evangelista el 1883, que posteriorment esdevindria la catedral de Sant Joan, l'església mare de Kuala Lumpur.
El 25 de febrer de 1955, mitjançant la butlla Malacensis archidioecesis del Papa Pius XII, s'erigí la diòcesi de Kuala Lumpur, amb Dominic Vendargon esdevenint el seu primer ordinari.
El 18 de desembre de 1972 va ser elevada al rang d'arxidiòcesi metropolitana, mitjançant la butlla Spe certa ducti del Papa Pau VI, amb les diòcesis de Melaka-Johor i Penang com a sufragànies.
Durant el consistori papal del 19 de novembre de 2016, el Papa Francesc creà cardenal l'arquebisbe emèrit de Kuala Lumpur  Anthony Soter, sent el primer malaisi a ingressar al Col·legi cardenalici.

## Cronologia episcopal
- Dominic Vendargon † (25 de febrer de 1955 - 2 de juliol de 1983 renuncià)
- Anthony Soter Fernandez (2 de juliol de 1983 - 24 de maig de 2003 renuncià)
- Murphy Nicholas Xavier Pakiam (24 de maig de 2003 - 13 de desembre de 2013 jubilat)
- Julian Leow Beng Kim, des del 3 de juliol de 2014

## Estadístiques
A finals del 2013, la diòcesi tenia 185.617 batejats sobre una població de 10.811.000 persones, equivalent al 1,7% del total.
| any  | població | població   | població | sacerdots | sacerdots       | sacerdots       | sacerdots             | diaques | religiosos | religiosos | parròquies |
| ---- | -------- | ---------- | -------- | --------- | --------------- | --------------- | --------------------- | ------- | ---------- | ---------- | ---------- |
| any  | batejats | total      | %        | total     | clergat secular | clergat regular | batejats por sacerdot | diaques | homes      | dones      |            |
| 1969 | 56.123   | 2.764.987  | 2,0      | 61        | 39              | 22              | 920                   | 1       | 78         | 250        | 27         |
| 1980 | 59.850   | 3.394.000  | 1,8      | 77        | 49              | 28              | 777                   | 1       | 68         | 149        | 34         |
| 1990 | 67.000   | 5.684.000  | 1,2      | 38        | 19              | 19              | 1.763                 | 1       | 55         | 148        | 34         |
| 1999 | 84.073   | 7.575.900  | 1,1      | 47        | 28              | 19              | 1.788                 | 1       | 55         | 62         | 34         |
| 2000 | 92.625   | 7.944.600  | 1,2      | 53        | 33              | 20              | 1.747                 | 1       | 23         | 62         | 34         |
| 2001 | 92.600   | 7.944.600  | 1,2      | 52        | 31              | 21              | 1.780                 | 1       | 21         | 108        | 30         |
| 2002 | 91.951   | 7.944.600  | 1,2      | 52        | 30              | 22              | 1.768                 | 1       | 22         | 132        | 30         |
| 2003 | 99.561   | 9.050.100  | 1,1      | 43        | 27              | 16              | 2.315                 | 1       | 35         | 117        | 30         |
| 2004 | 92.344   | 9.050.100  | 1,0      | 49        | 32              | 17              | 1.884                 | 1       | 35         | 120        | 31         |
| 2013 | 185.617  | 10.811.000 | 1,7      | 52        | 42              | 10              | 3.569                 | 1       | 27         | 102        | 35         |